# 馬歷·施治
馬歷·施治（1983年1月18日—），出生在特雷比紹夫，是一名斯洛伐克職業足球員，司職左閘。

## 球會
施治出身自布拉迪斯拉發國際青年隊，於2000/01年球季躋身一隊，同季球隊獲得聯賽及盃賽雙料冠軍。2004年7月轉投布拉格斯巴達，初嘗參賽歐聯的滋味，首季即協助球隊贏得聯賽冠軍。一季後施治加盟波圖，又贏得聯賽及盃賽冠軍。2008年7月15日，他以140萬英鎊的轉會費加盟英超球會西布朗，簽約三年，並有一年優先續約權。隨後的一個月，他在2008/09球季揭幕戰以0-1的比分不敵阿仙奴的賽事中處子上陣。時任西布朗領隊托尼·莫布雷稱他是「足球員的模範」（model professional），並說道他的加盟是為了與另一位左閘保羅·羅賓遜產生競爭。然而，他無法取得正選位置，該季僅上陣11次。2009年1月15日，時任西布朗領隊托尼·莫布雷揚言他可以在1月轉會市場開啟時離隊，有傳科隆希望能夠借用他，但他最終未有離隊。7月21日，些路迪和川迪都表示有興趣買入他。然而，隨著領隊托尼·莫布雷和保羅·羅賓遜離隊後，他獲得新任領隊羅拔圖·迪馬堤奧的重用，成為球隊的正選球員。9月12日，他在以3-1的比分擊敗普利茅夫的賽事中取得處子入球並且首次梅開二度。2011年5月25日，西布朗啟動合約條款與施治續約1年。

## 國家隊
2003年11月27日，施治在扎耶德體育城體育場以4-1的比分擊敗阿聯酋U20的賽事中首次代表斯洛伐克U20上陣，同時攻入了處子入球，並且代表斯洛伐克U20出戰2003年世界青年足球锦标赛。2004年7月9日，他在麒麟盃以1-3的比分不敵日本的賽事中首次代表斯洛伐克上陣。2007年9月8日，他在2008年歐國盃外圍賽以2-2的比分逼和愛爾蘭的賽事中攻入其處子入球。2010年世界盃外圍賽期間，他在以7-0的比分擊敗聖馬力諾的賽事中梅開二度，斯洛伐克隊最終打入2010年世界盃決賽週，這是他們首次參加世界盃。斯洛伐克隊最終在十六強不敵荷蘭而被淘汰。

## 榮譽
- 斯洛伐克足球甲級聯賽冠軍：2000–01
- 斯洛伐克杯冠軍：2000–01
- 捷克足球甲級聯賽冠軍：2004–05
- 葡萄牙足球超級聯賽冠軍：2005–06、2006–07
- 葡萄牙盃：2005–06
- 坎迪多·奧利維拉超級盃：2005–06

## 外部連結
- （英文）Marek Čech player profile at wba.co.uk
- （英文）足球数据库：馬歷·施治的球员统计数据